# 蘇鹿克里介
蘇鹿克里介（学名：Krithe surugensis）为荊花介科克里介屬下的一个种。